# Эйндховен

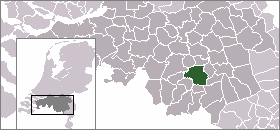
Расположение общины Эйндховен на карте Нидерландов

Э́йндховен (нидерл. Eindhoven, МФА: [ˈɛi̯ntˌɦoːvə(n)]) — город и община на юге Нидерландов. Крупнейший город провинции Северный Брабант и пятый по численности населения в Нидерландах. В городе находится большое число предприятий, связанных с высокими технологиями и информатикой, например, Филипс. Город также известен футбольной командой ПСВ — второй по титулованности в Нидерландах. В городе находится международный аэропорт Эйндховен, который является вторым после Схипхола аэропортом страны по количеству обслуживаемых пассажиров.

## История
Письменная история города началась в 1232 году, когда герцог Хендрик I Брабантский даровал права города Эндеховену, небольшому городку на слиянии ручьёв Доммел и Гендер. В то время город состоял примерно из 170 домов, окружённых крепостным валом. Рядом со стенами города стоял небольшой замок. Городу также было дано право проводить еженедельный рынок, и крестьяне из соседних деревень были обязаны продавать на этом рынке свои продукты. Важную роль в развитии города сыграло то, что он находился на торговом пути из Голландии в Льеж.
Около 1388 года защитные сооружения города были значительно усилены, и между 1413 и 1420 в городе был построен новый замок. В 1486 году Эйндховен был разорён и сожжён войсками из Гелдерланда. К 1502 году город был восстановлен и получил новую башню и более мощные укрепления. В 1543 году Эйндховен был вновь разорён, и пожар 1554 года разрушил три четверти домов. Однако к 1560 году город вновь удалось восстановить с помощью Вильгельма I Оранского. Во время войны за независимость Нидерландов город поочерёдно захватывали голландские и испанские войска. В 1583 году испанцы захватили город и разрушили его стены. Эйндховен вступил в состав Нидерландов в 1629 году.
Промышленная революция XIX века привела к быстрому росту города. Были построены каналы, обычные и железные дороги. Между 1866 и 1870 годами железная дорога связала Эйндховен с Тилбургом, Хертогенбосом, Венло и Бельгией. Индустрия в основном занималась производством табака и тканей. Она получила мощный импульс с созданием в 1891 году компании Филипс, которая сначала выпускала осветительные лампы, а потом приступила к производству широкого спектра электронных продуктов.
В начале XX века индустрия города была расширена с основанием компании DAF (Van Doorne’s Automobiel Fabriek) по производству пассажирских автомобилей и грузовиков. В 1920 году город был укрупнён за счёт слияния с соседними деревнями Вунсел, Тонгелре, Стратум, Гестел и Стрейп. Новый город сначала был назван «Большой Эйндховен» (Groot-Eindhoven), но затем вернул себе название Эйндховен.
Крупные бомбардировки во время Второй мировой войны разрушили значительную часть города, включая почти все старинные здания (причём город в разные периоды войны пострадал как от Королевской авиации Великобритании, так и от Люфтваффе). После войны город был быстро восстановлен, и в нём было построено много высотных зданий. В послевоенный период всё больше развивались электронные и прочие технические области промышленности, в то время как традиционное производство табака и тканей всё больше увядало, окончательно исчезнув в семидесятые годы. В семидесятые, восьмидесятые и девяностые годы было построено много жилья в северных районах города Woensel-Zuid и Woensel-Noord, и в результате Эйндховен стал пятым по населению городом Нидерландов.

## Промышленность и образование
В 1891 году братья Герард и Антон Филипс основали небольшую фабрику по производству осветительных ламп, которая затем вырастет в одну из крупнейших фирм в мире по производству электроники. Присутствие компании Филипс сыграло решающую роль в росте Эйндховена в XX веке. Филипс привлёк в город много компаний, специализирующихся на высоких технологиях, и немало таких компаний откололись от самого Филипса. В 2005 году треть всех расходов на исследования в Нидерландах были потрачены в Эйндховене и его окрестностях. Четверть всех рабочих мест в регионе приходится на технологию и информатику, и среди известных фирм кроме Philips и DAF можно назвать NXP Semiconductors, ASML, Toolex, Simac, Neways и Atos Origin.
15 июня 1956 года был основан Технический университет Эйндховена, в то время второй технический университет в стране после делфтского. Он занимает большой кампус в центре города. В университете работают 3000 постоянных сотрудников, 200 постдоков и 600 аспирантов. Обучаются 7200 студентов, участвующих в 100 студенческих клубах. В отчёте Европейской комиссии 2003 года университет занял третье место среди европейских исследовательских университетов (разделив его с мюнхенским; первые два места заняли оксфордский и кембриджский университеты). В своих исследованиях университет тесно сотрудничает с фирмами Philips, ASML и самой известной компанией Эйндховена DAF. Каждый год сотрудники университета публикуют около 3000 научных статей и книг; ежегодно присваивается около 140 докторских степеней. В городе расположена штаб-квартира международного продовольственного концерна VION Food Group.

## Спорт
В городе базируется один из лучших профессиональных футбольных клубов Нидерландов ПСВ, проводящий свои матчи на стадионе «Филипс», вмещающем 35 тыс. зрителей. Также имеется клуб первого дивизиона ФК «Эйндховен». Есть команда по хоккею с шайбой «Эйндховен Кемпханен», играющая в высшей лиге Бельгии и Нидерландов.

## Культура
В Эйндховене расположен один из самых значимых нидерландских музеев современного искусства — Музей ван Аббе, — названный в честь своего основателя, крупного промышленника Генри ван Аббе. В коллекции музея находится около 2700 произведений искусства, созданных с 1900 года по нынешнее время, в том числе крупнейшее собрание работ Эля Лисицкого. Также музею принадлежат работы Василия Кандинского, Пита Мондриана, Пабло Пикассо и многих других мастеров.

## Галерея

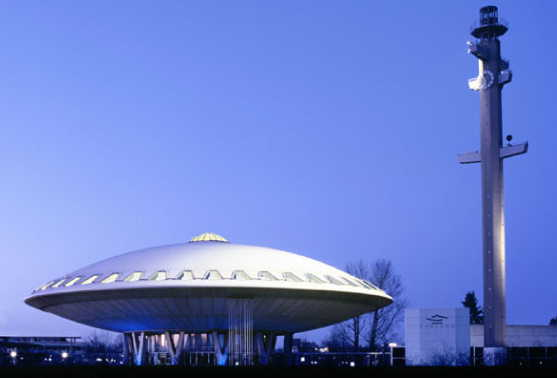
Эволюон — известное здание, построенное компанией Филипс
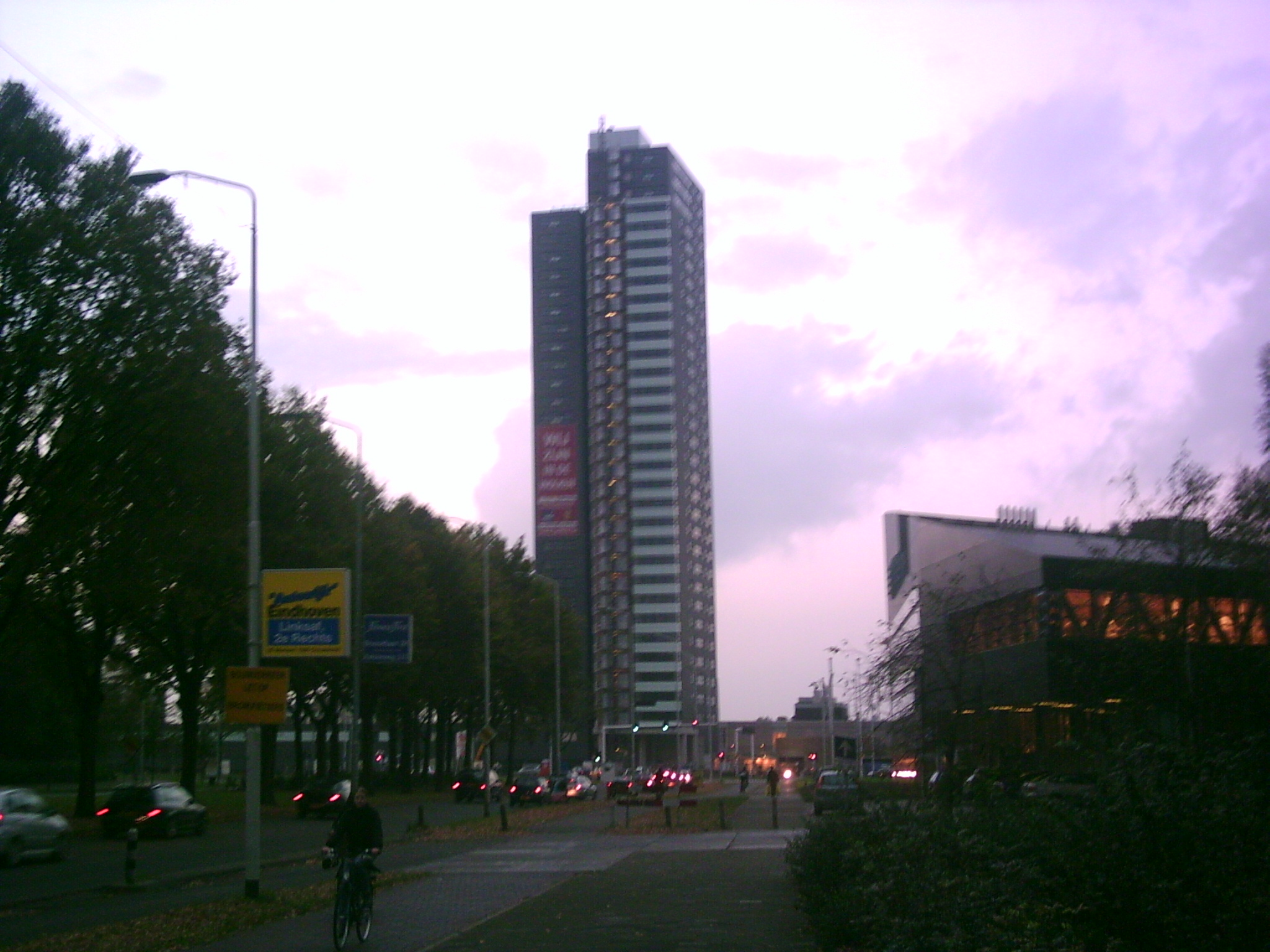
Портос — одно из самых высоких зданий в Эйндховене (101 метр)

В 2008 году с 22 июня по 5 октября в городе проходила международная выставка под названием «Велосипед».
C 1986 года рядом с Эйндховеном проводится ежегодный фестиваль тяжёлой музыки Dynamo Open Air.

## Города-побратимы
1. Минск, Республика Беларусь (с 1994)
2. Куми, Республика Корея